# Ꚍ
Twe (Ꚍ ꚍ, chữ nghiêng: Ꚍ ꚍ) là một chữ cái trong bảng chữ cái Kirin. Hình dạng của nó có nguồn gốc từ dạng chữ thường của chữ cái Hy Lạp Tau.
Twe đã được sử dụng trong bảng chữ cái Abkhaz cũ và Ossetia cũ.

## Sử dụng
Trong tiếng Abkhaz, nó đại diện cho âm /tʷ/. Nó tương ứng với chữ ghép Тә.

## Mã máy tính
| Kí tự               | Ꚍ                           | Ꚍ                           | ꚍ                         | ꚍ                         |
| ------------------- | --------------------------- | --------------------------- | ------------------------- | ------------------------- |
| Tên Unicode         | CYRILLIC CAPITAL LETTER TWE | CYRILLIC CAPITAL LETTER TWE | CYRILLIC SMALL LETTER TWE | CYRILLIC SMALL LETTER TWE |
| Mã hóa ký tự        | decimal                     | hex                         | decimal                   | hex                       |
| Unicode             | 42636                       | U+A68C                      | 42637                     | U+A68D                    |
| UTF-8               | 234 154 140                 | EA 9A 8C                    | 234 154 141               | EA 9A 8D                  |
| Tham chiếu ký tự số | &#42636;                    | &#xA68C;                    | &#42637;                  | &#xA68D;                  |